# Gromada Mokrzesz
Gromada Mokrzesz war eine Verwaltungseinheit in der Volksrepublik Polen zwischen 1954 und 1972. Verwaltet wurde die Gromada vom Gromadzka Rada Narodowa, dessen Sitz sich in Mokrzesz befand und der aus 15 Mitgliedern bestand.

Die Gromada Mokrzesz gehörte zum Powiat Częstochowski in der Woiwodschaft Katowice (damals Stalinogród) und bestand aus den ehemaligen Gromadas Jaźwiny, Mokrzesz und Wola Mokrzeska der aufgelösten Gmina Mokrzesz sowie den Forst Malinowy Kąt aus dem Forstbezirk Julianka.

Zum 31. Dezember 1959 wurde das Dorf Krasice mit den Weilern Chmielarze, Chrapy, Krasice za Chojnicami, Pniaki Krasickie, Skałka Krasicka und Trząska der aufgelösten Gromada Krasice in die Gromada Mokrzesz eingegliedert.
Am 1. Juli 1968 wurde die aufgelöste Gromada Żuraw in die Gromada Mokrzesz eingegliedert.
Die Gromada Mierzęcice bestand bis zum 1. Januar 1973.